# هيرويوكي كوماتو
هيرويوكي كوماتو (باليابانية: 河本 裕之) (4 سبتمبر 1985 في كوبه في اليابان – )؛ هو لاعب كرة قدم ياباني سابق كان يلعب كمدافع.

## وصلات خارجية
- هيرويوكي كوماتو على موقع رابطة كرة القدم اليابانية للمحترفين (اليابانية)
- هيرويوكي كوماتو على موقع قاعدة بيانات كرة القدم.إي يو (الإنجليزية)
- هيرويوكي كوماتو على موقع Soccerway.com (الإنجليزية)
- هيرويوكي كوماتو على موقع عالم كرة القدم.نت (الإنجليزية)
- هيرويوكي كوماتو على موقع كووورة